# Trossachs

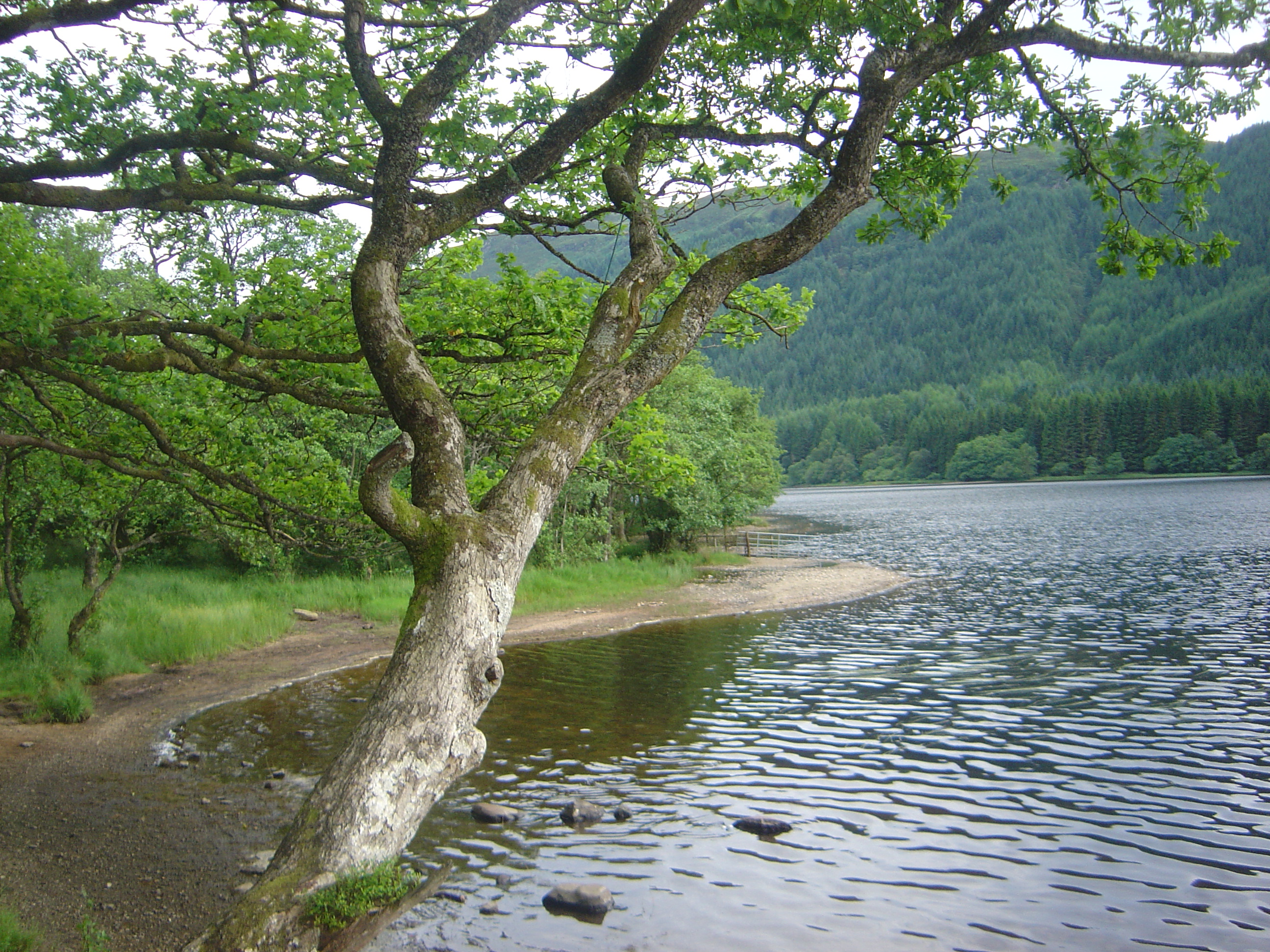
Un loch en los Trossachs.

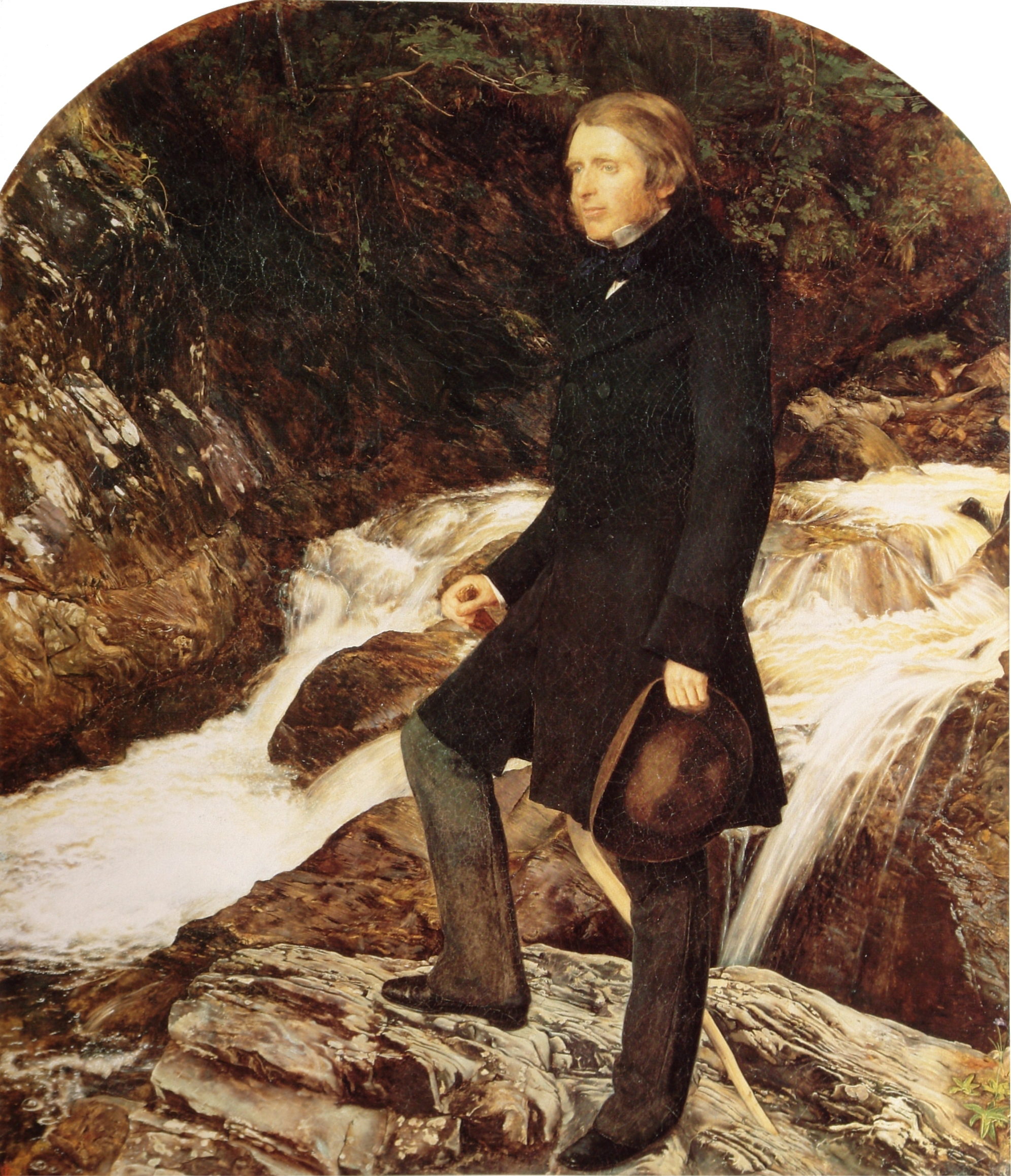
Retrato de John Ruskin en Glenfinlas en los Trossachs por John Everett Millais en 1853–4.

Los Trossachs (listenⓘ; gaélico escocés, Na Trosaichean) es una pequeña zona de glens (vallecitos) boscosos en la zona del consejo de Stirling en Escocia. Se encuentra entre Ben A'an por el norte y Ben Venue hacia el sur, con Loch Katrine hacia el oeste y Loch Achray hacia el este. Sin embargo, el nombre es usado para hacer referencia a una zona más amplia que abarca a los glens y cerros boscosos con lochs recluidos, que se encuentran al este de Ben Lomond. El Lago de Menteith, en sentido estricto el único lago natural de Escocia, se encuentra a unos 10 km hacia el sur del glen, en el borde de la zona de Trossachs.

## Popularidad
Los atractivos paisajes de la zona se hicieron populares gracias a un poema escrito por Sir Walter Scott en 1810 titulado La Dama del Lago, que pintaba en forma romántica el pasado de Escocia desde baladas fronterizas hasta poemas de su pasado medieval rico en caballería y simbolismo. El poema incluye numerosas referencias a nombres de sitios en Trossachs, a la dama la ubica en el Loch Katrine. Posteriormente Scott continuó su interés por la zona en su novela histórica publicada en 1817 titulada Rob Roy en la cual presentó de manera romántica al ladrón de ganado Raibert Ruadh nacido en el Loch Katrine y enterrado en el cercano Balquhidder.

## Turismo y desarrollo
El Trossachs Hotel fue construido sobre la costa norte del Loch Achray para atender a los numerosos visitantes que visitaban la región. El edificio en la actualidad se denomina Departamentos Vacacionales Tigh Mor Trossachs.
En 1859, se construyó un dique en el extremo este de Loch Katrine al que se conectó un acueducto que suministra agua a Glasgow. La empresa de Aguas de Glasgow, invitó a la Reina Victoria a unos días de descanso en una casa con vista al loch. La casa denominada, Royal Cottage, posteriormente fue transformada en alojamiento para empleados de la empresa Aguas de Escocia. En 1900 se botó el vapor SS Sir Walter Scott, que realiza paseos por el loch, y que aun permanece operativo. En la actualidad la zona forma parte del Parque nacional Lago Lomond y los Trossachs, y es muy visitada por caminantes y ciclistas.
Las principales villas en la zona son Callander y Aberfoyle que se encuentran en el corazón de los Trossachs, adicionalmente Balloch, Tyndrum y la villa de conservación de Luss también se encuentran en el parque nacional. 
El parque posee numerosos senderos y caminos para el caminante y el ciclista, además se pueden practicar deportes acuáticos en los numerosos lochs del parque, donde se pueden alquilar botes y equipos para esquí acuático y elementos y permisos de pesca. En el lago de Menteith, ubicado cerca de Aberfoyle, se encuentran las ruinas del priorato de Inchmahome en una de sus islas, Inchmahome, donde María, reina de los escoceses fue llevada siendo una niña antes de ser trasladada a Francia para protegerla.

## Presencia de Ruskin
El destacado crítico de arte victoriano John Ruskin (1819-1900) y el pintor prerrafaelita John Everett Millais (1829-1896) pasaron el verano de 1853 juntos en Glenfinlas en los Trossachs. Durante su estadía Millais comenzó un retrato de John Ruskin, el cual terminó el año siguiente. La pintura fue expuesta en una exhibición en el año 2004 sobre el Prerrafaelismo en la galería Tate Britain en Londres. John Ruskin se interesó en las formaciones de roca en la zona y realizó sus estudios al respecto.